# Divajua
Divajeu és un municipi francès situat al departament de la Droma i a la regió d'Alvèrnia-Roine-Alps. L'any 2007 tenia 578 habitants.

## Demografia

### Població
El 2007 la població de fet de Divajeu era de 578 persones. Hi havia 196 famílies de les quals 32 eren unipersonals (12 homes vivint sols i 20 dones vivint soles), 66 parelles sense fills, 90 parelles amb fills i 8 famílies monoparentals amb fills.
La població ha evolucionat segons el següent gràfic:
Habitants censats

### Habitatges
El 2007 hi havia 236 habitatges, 205 eren l'habitatge principal de la família, 21 eren segones residències i 10 estaven desocupats. 213 eren cases i 22 eren apartaments. Dels 205 habitatges principals, 157 estaven ocupats pels seus propietaris, 40 estaven llogats i ocupats pels llogaters i 8 estaven cedits a títol gratuït; 1 tenia una cambra, 8 en tenien dues, 18 en tenien tres, 65 en tenien quatre i 113 en tenien cinc o més. 174 habitatges disposaven pel capbaix d'una plaça de pàrquing. A 77 habitatges hi havia un automòbil i a 122 n'hi havia dos o més.

### Piràmide de població
La piràmide de població per edats i sexe el 2009 era:
| Homes | Edats   | Dones |
| ----- | ------- | ----- |
| 0     | 95 o +  | 0     |
| 0     | 90 a 94 | 0     |
| 0     | 85 a 89 | 8     |
| 0     | 80 a 84 | 0     |
| 12    | 75 a 79 | 12    |
| 12    | 70 a 74 | 8     |
| 4     | 65 a 69 | 8     |
| 28    | 60 a 64 | 12    |
| 8     | 55 a 59 | 12    |
| 12    | 50 a 54 | 16    |
| 16    | 45 a 49 | 24    |
| 40    | 40 a 44 | 8     |
| 12    | 35 a 39 | 28    |
| 24    | 30 a 34 | 24    |
| 16    | 25 a 29 | 8     |
| 8     | 20 a 24 | 8     |
| 16    | 15 a 19 | 8     |
| 36    | 10 a 14 | 24    |
| 4     | 5 a 9   | 20    |
| 16    | 0 a 4   | 24    |

## Economia
El 2007 la població en edat de treballar era de 373 persones, 266 eren actives i 107 eren inactives. De les 266 persones actives 233 estaven ocupades (135 homes i 98 dones) i 31 estaven aturades (15 homes i 16 dones). De les 107 persones inactives 30 estaven jubilades, 49 estaven estudiant i 28 estaven classificades com a «altres inactius».

### Ingressos
El 2009 a Divajeu hi havia 229 unitats fiscals que integraven 606,5 persones, la mediana anual d'ingressos fiscals per persona era de 15.353 €.

### Activitats econòmiques
Dels 23 establiments que hi havia el 2007, 1 era d'una empresa extractiva, 3 d'empreses de fabricació d'altres productes industrials, 5 d'empreses de construcció, 3 d'empreses de comerç i reparació d'automòbils, 2 d'empreses d'hostatgeria i restauració, 5 d'empreses de serveis, 3 d'entitats de l'administració pública i 1 d'una empresa classificada com a «altres activitats de serveis».
Dels 6 establiments de servei als particulars que hi havia el 2009, 1 era un taller de reparació d'automòbils i de material agrícola, 1 paleta, 2 guixaires pintors, 1 electricista i 1 restaurant.
L'any 2000 a Divajeu hi havia 24 explotacions agrícoles que ocupaven un total de 528 hectàrees.

## Equipaments sanitaris i escolars
El 2009 hi havia una escola elemental integrada dins d'un grup escolar amb les comunes properes formant una escola dispersa.

## Poblacions més properes
El següent diagrama mostra les poblacions més properes.